# Sophie Dutordoir
Sophie Agnès Armande Marie Joseph Dutordoir (Gent, 29 december 1962) is een Belgisch bedrijfsleider en bestuurder.

## Levensloop

### Studies en kabinetsmedewerker
Sophie Dutordoir behaalde een master in de Romaanse talen aan de Rijksuniversiteit Gent, en studeerde af in handels- en financiële wetenschappen en fiscaliteit aan de Brusselse EHSAL. Ze volgde eveneens tijdens haar carrière een opleiding Executive Management aan het Centre Européen d’Éducation Permanente in Fontainebleau in Frankrijk.
Van 1984 tot eind 1989 werkte ze als adviseur en/of woordvoerder op meerdere CVP-kabinetten, waaronder deze van eerste minister Wilfried Martens, minister van Financiën Mark Eyskens en minister van Onderwijs Daniël Coens. In die hoedanigheid was ze in 1986 een van de oprichters van Bistel, een elektronisch informatiesysteem van de Belgische overheid.

### Electrabel
In 1990 maakte Dutordoir de overgang naar het bedrijfsleven. Bij energiebedrijf Electrabel werd ze eerst diensthoofd Externe Betrekkingen, om in 2003 benoemd te worden tot gedelegeerd bestuurder van Electrabel Customer Solutions (ECS), het Belgische leveranciersbedrijf van Electrabel. Twee jaar later werd ze in 2005 directeur-generaal Marketing en Verkoop van heel Electrabel, waarbij ze lid werd van het General Management Committee van het bedrijf. Midden 2007 werd ze gedelegeerd bestuurder van Fluxys, waar ze Vincent Wittebolle opvolgde. Begin 2009 keerde ze terug naar Electrabel, ditmaal als CEO, een functie die ze tot eind 2013 opnam. Bij Fluxys volgde Walter Peeraer haar op, zelf volgde ze bij Electrabel Jean-Pierre Hansen op.

### NMBS en overige mandaten
Dutordoir stapte op 1 januari 2014 zelf bij Electrabel op en laadde zichzelf op als zelfstandige uitbaatster van Poppeia, een winkel in Italiaanse delicatessen met een kleine brasserie in het centrum van Overijse. De zaak sloot in januari 2017.
Eind 2016 werd ze door de federale regering geselecteerd als nieuwe CEO van de Nationale Maatschappij der Belgische Spoorwegen vanaf maart 2017. Ze volgde in die hoedanigheid Jo Cornu op. In 2023 werd haar mandaat met zes jaar verlengd.
Dutordoir is of was daarnaast onafhankelijk lid van de raden van bestuur van werkgeversorganisatie Voka, de bank BNP Paribas Fortis (sinds 2010),, postbedrijf bpost (2013-2017), land- en tuinbouwbedrjf Arvesta en het Franse auto-onderdelenbedrijf Valeo (tot 2017). Ze zetelt tevens sinds 2016 in het raadgevend comité van Toerisme Vlaanderen en in 2021 volgde ze Geert Noels op als bestuurder van de Koninklijke Schenking.

### Privé
Dutordoir is gehuwd en heeft een zoon.